# Jausiereine
La jausiereine est une spécialité pâtissière de la ville de Jausiers, dans les Alpes-de-Haute-Provence.

## Description

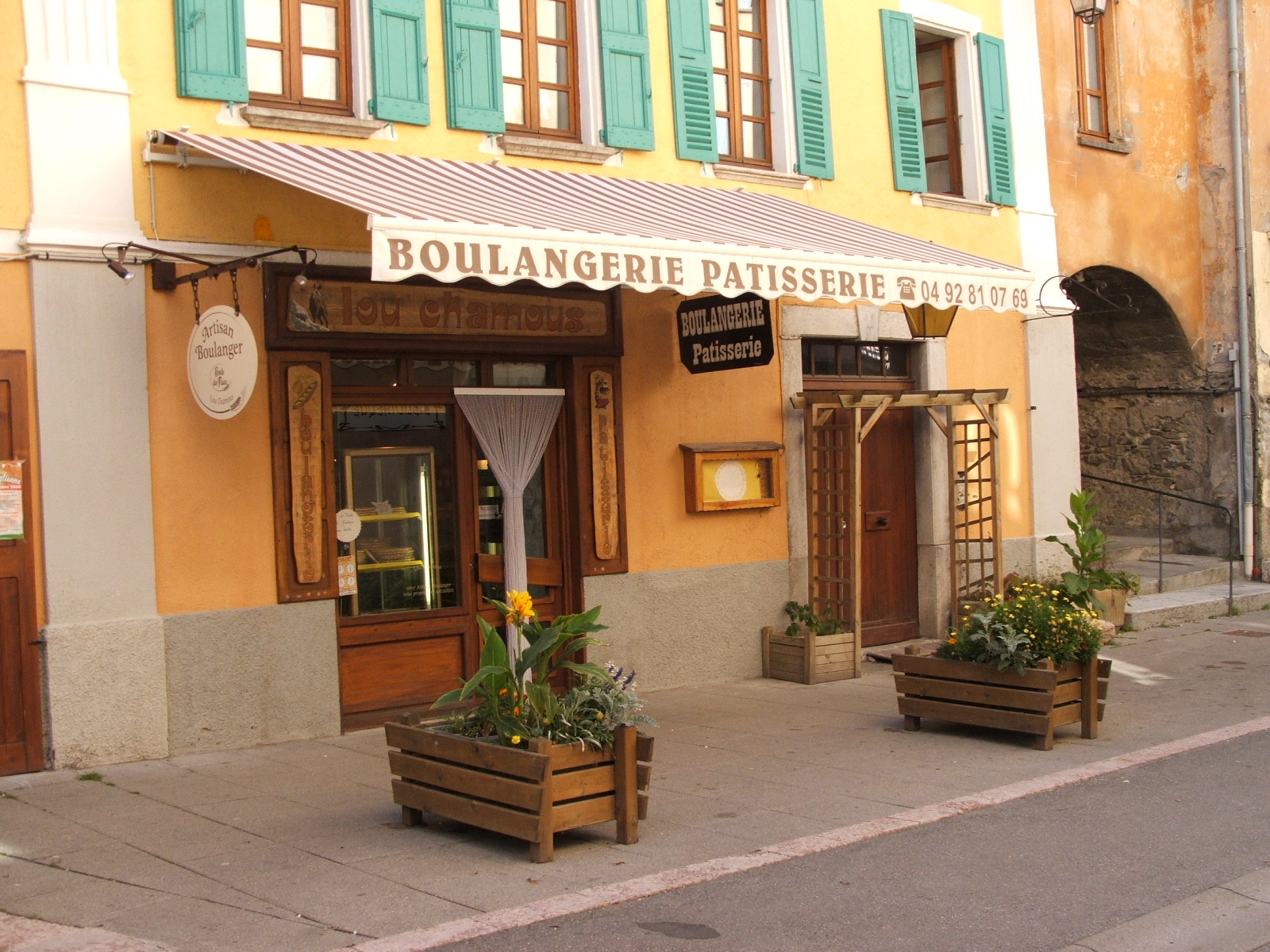
Lou Chamous, spécialiste de la tarte jausiereine

C'est un gâteau rond, d'un diamètre proche de 35 centimètres, très fin (environ 1 cm), composé de farine, de sucre, de beurre, d'œufs et d'une garniture intérieure aux framboises ou aux myrtilles.